# Lichina
Lichina C.Agardh (1817) é um género de fungos da divisão Ascomycota pertencente à família das Lichinaceae. O género contém duas espécies, embora alguns autores apontem até sete espécies, as quais formam líquenes (ou na moderna nomenclatura fungos liquenizados), em geral específicos de ambientes marinhos, sendo comuns nas rochas imediatamente acima da zona de rebentação das ondas.

## Espécies
- Lichina confinis (O.F. Müll.) C. Agardh
- Lichina pygmaea (Lightf.) C. Agardh